# Frank Ommer
Frank Ommer (* 11. Februar 1960 in Gütersloh) ist ein ehemaliger deutscher Radrennfahrer und nationaler Meister im Radsport.

## Sportliche Laufbahn
Ommer war Spezialist für Querfeldeinrennen. 1982 hatte er einen ersten bedeutenden Erfolg mit dem Gewinn der Bronzemedaille bei den Militär-Weltmeisterschaften im Querfeldeinrennen (heutige Bezeichnung Cyclocross). 1983 gewann er in dieser Disziplin die nationale Meisterschaft vor Heinz Weis und wurde Titelträger bei den Militär-Weltmeisterschaften.
Er startete fünfmal bei den UCI-Weltmeisterschaften im Querfeldeinrennen. Sein bestes Resultat dabei war der 13. Platz 1983 beim Sieg von Radomír Šimůnek senior.
1985 gewann er eine Etappe im Grand Prix François Faber.

## Berufliches
Nach seiner sportlichen Laufbahn gründete er eine Firma für Gebäudereinigung in Fröndenberg.